# Азербайджано-кувейтские отношения
Азербайджано-кувейтские отношения — двусторонние отношения Азербайджана и Кувейта в политической, экономической, культурной и иных сферах.

## Дипломатические отношения
Двусторонние отношения установлены 10 октября 1994 года.
Посольство Кувейтка в Азербайджане открыто в декабре 2006 года.
В парламенте Азербайджана действует двусторонняя рабочая группа по отношениям с Кувейтом. Руководитель группы — Вахид Ахмедов.
В Национальном собрании Кувейта также действует двусторонняя межпарламентская группа. Руководителем группы является Мухаммад Хаиф аль-Мутейри.
Обе страны являются членами Организации исламского сотрудничества.
10-11 октября 2011 года делегация Кувейта приняла участие в I Бакинском международном гуманитарном форуме.
В сентябре 2018 года спикер парламента Кувейта Марзуг Аль-Ганим принял участие в праздновании 100-летия создания парламента Азербайджана в Баку.
26-29 июня 2022 года делегация во главе с заместителем председателя комитета по туризму Кувейта Джассимом Аль-Отейби приняла участие в 11 конференции министров туризма Организации исламского сотрудничества в Баку. 
В 2024 году наследный принц Кувейта Сабах ас Сабах посетил Азербайджан с двухдневным визитом с целью участия на саммите COP29.

## Договорно-правовая база
Между странами подписан 21 документ, в том числе:
- Соглашение о торговле (10 февраля 2009)[6]
- Соглашение о сотрудничестве в области культуры (15 марта 2013)[7]
- Соглашение о воздушном сообщении (16 ноября 2016)[8]
- Соглашение о сотрудничестве в области таможенного дела (14 февраля 2013)[9]
- Соглашение об экономическом и техническом сотрудничестве (10 января 2011)[10]

## В области экономики
10 февраля 2009 года создана совместная межправительственная комиссия по экономическому сотрудничеству.
10 февраля 2009 года между странами подписаны соглашение о взаимной защите и поддержке инвестиций и соглашение об избежании двойного налогообложения и уклонения от уплаты налогов.

### Товарооборот (тыс. долл)
| Год  | Экспорт Азербайджана | Импорт Азербайджана | Сумма товарооборота |
| ---- | -------------------- | ------------------- | ------------------- |
| 2020 | 255,82               | 76,81               | 332,63              |
| 2021 | 288,35               | 81,82               | 370,17              |
| 2022 | 579,21               | 174,47              | 753,68              |
| 2023 | 459,53               | 197,44              | 656,97              |

Структура экспорта Азербайджана: детали к машинам по прокладке туннелей.
Структура экспорта Кувейта: этиленгликоль.

## В области туризма
В 2019 году Азербайджан посетили 35 тысяч граждан Кувейта.
Авиарейсы между Кувейтом и Азербайджаном осуществляют  авиакомпании Kuwait Airways, Jazeera Airways и AZAL. Авиакомпанией Silk Way Airlines осуществляются авиационные грузоперевозки между странами.

## В сфере культуры
16-19 декабря 2009 года, 27-30 ноября 2012 года в Баку были проведены дни культуры Кувейта.
19-22 февраля 2011 года в Эль-Кувейте была проведена выставка истории, экономики и культуры Азербайджана.
С 23 по 27 февраля 2011 года был открыт павильон Азербайджана на международной выставке в Эль-Кувейте.
С 9 по 13 мая 2011 года в Эль-Кувейте были проведены дни культуры Азербайджана.
В 2012 году сборник стихов поэта Суада аль Сабах «Отправь меня на Солнце» был переведён на азербайджанский язык.
17-22 февраля 2013 года в рамках дней культуры Азербайджана в Кувейте был отмечен 95-летний юбилей Кара Караева.
11-19 марта 2013 года кувейтские музыканты и музыкальные эксперты участвовали в международном фестивале Мир Мугама (Баку).

## В области гуманитарного сотрудничества
В 1995 году Кувейт открыл офис Комитета мусульман Азии в Баку под эгидой Исламской благотворительной организации. Комитет занимался помощью беженцам и вынужденным переселенцам.
Кроме того, в 1995 году Кувейтом была оказана гуманитарная помощь беженцам Азербайджана.
В 1998 году Комитетом была опубликована книга о детях-беженцах конфликта. В 1999 году при финансовой поддержке Кувейта был снят фильм об азербайджанских беженцах.
Офис Комитета мусульман Азии в Баку содействует строительству школ, поиску и бурению источников питьевой воды, поставкам медицинского оборудования.